# Mohawk Valley Comets (ACHL)
Die Mohawk Valley Comets waren ein US-amerikanisches Eishockeyfranchise der Atlantic Coast Hockey League aus Utica, New York. 

## Geschichte
Das Franchise nahm zur Saison 1981/82 unter dem Namen Mohawk Valley Stars als eines von sieben Gründungsmitgliedern den Spielbetrieb in der Atlantic Coast Hockey League auf. Das Team füllte die Lücke, die durch das Aus der Utica Mohawks, die von 1978 bis 1980 in der Eastern Hockey League angetreten waren, entstand. In ihrer Premierenspielzeit belegten die Stars den zweiten Platz nach der regulären Saison und gewannen in den Playoffs schließlich die Bob Payne Trophy als ACHL-Meister. In den folgenden Jahren gehörte die Mannschaft immer zum Mittelfeld der Liga und änderte 1985 ihren Namen in Anlehnung an ein ehemaliges Franchise der North American Hockey League aus Utica in Mohawk Valley Comets.
Nachdem die Atlantic Coast Hockey League im Anschluss an die Saison 1986/87 aufgelöst wurde, stellten auch die Mohawk Valley Comets den Spielbetrieb ein. Professionelles Eishockey wurde in Utica ab 1987 schließlich von den Utica Devils aus der American Hockey League fortgesetzt.   

## Saisonstatistik
Abkürzungen: GP = Spiele, W = Siege, L = Niederlagen, T = Unentschieden, OTL = Niederlagen nach Overtime SOL = Niederlagen nach Shootout, Pts = Punkte, GF = Erzielte Tore, GA = Gegentore, PIM = Strafminuten
| Saison  | GP | W  | L  | T | OTL | SOL | Pts | GF  | GA  | Platz    | Playoffs |
| 1981–82 | 47 | 28 | 18 | 1 | —   | —   | 57  | 225 | 198 | 2., ACHL | Meister  |
| 1982–83 | 65 | 30 | 33 | 2 | —   | —   | 64  | 311 | 306 | 3., ACHL |          |
| 1983–84 | 74 | 28 | 39 | 7 | —   | —   | 68  | 322 | 370 | 4., ACHL |          |
| 1984–85 | 64 | 14 | 45 | 5 | —   | —   | 33  | 290 | 417 | 5., ACHL |          |
| 1985–86 | 62 | 23 | 39 | 0 | —   | —   | 49  | 259 | 332 | 4., ACHL |          |
| 1986–87 | 57 | 23 | 31 | 3 | —   | —   | 49  | 260 | 292 | 3., ACHL |          |

## Team-Rekorde

### Karriererekorde (Mohawk Valley Comets)
Spiele: 107  Mark Blizzard
Tore: 89  Dan Lane
Assists: 66  Dick Popiel
Punkte: 150  Dan Lane
Strafminuten: 362  Dan Lane